# World Padel Tour 2016
El World Padel Tour 2016 es la cuarta edición del World Padel Tour, el circuito más prestigioso del padel mundial. Los grandes dominadores del circuito en este año fueron Fernando Belasteguín y Pablo Lima en la competición masculina y Marta Marrero y Alejandra Salazar en la competición femenina.

## Calendario
| Torneo                    | Ciudad                       | País      | Fecha                               | Dotación económica |
| ------------------------- | ---------------------------- | --------- | ----------------------------------- | ------------------ |
| Gijón Open                | Gijón (Asturias)             | España    | 28 de marzo - 3 de abril            | 81.634 €           |
| Valencia Master           | Valencia                     | España    | 18 de abril - 24 de abril           | 123.000 €          |
| Máster de Barcelona       | Barcelona                    | España    | 2 de mayo - 8 de mayo               | 123.000 €          |
| Las Rozas Open            | Las Rozas de Madrid (Madrid) | España    | 23 de mayo - 29 de mayo             | 105.114 €          |
| Palma de Mallorca Open    | Palma de Mallorca (Baleares) | España    | 20 de junio - 26 de junio           | 105.114€           |
| Valladolid Open           | Valladolid                   | España    | 4 de julio - 10 de julio            | 105.114 €          |
| Gran Canaria Open         | Las Palmas de Gran Canaria   | España    | 25 de julio - 31 de julio           | 81.364 €           |
| La Nucía Open             | La Nucía (Alicante)          | España    | 22 de agosto - 28 de agosto         | 105.114 €          |
| Montecarlo Padel Master   | Montecarlo                   | Mónaco    | 5 de septiembre - 11 de septiembre  | 123.000 €          |
| Sevilla Open              | Sevilla                      | España    | 19 de septiembre - 25 de septiembre | 105.114 €          |
| Ciudad de La Coruña Open  | La Coruña                    | España    | 10 de octubre - 16 de octubre       | 81.364 €           |
| Zaragoza Open             | Zaragoza                     | España    | 24 de octubre - 30 de octubre       | 105.114 €          |
| Mendoza Open              | Mendoza                      | Argentina | 31 de octubre - 5 de noviembre      | 81.364 €           |
| Buenos Aires Padel Master | Buenos Aires                 | Argentina | 7 de noviembre - 13 de noviembre    | 95.000 €           |
| Euskadi Open              | San Sebastián (Guipúzcoa)    | España    | 6 de noviembre - 12 de noviembre    | 105.114 €          |
| Máster Final              | Madrid                       | España    | 14 de diciembre - 18 de diciembre   | 123.000 €          |

## Campeones por torneo

### Competición masculina
| Torneo                       | Ganadores                         | Finalistas                            | Resultado      |
| ---------------------------- | --------------------------------- | ------------------------------------- | -------------- |
| Gijón (Asturias)             | Fernando Belasteguín y Pablo Lima | Maxi Sánchez y Matías Díaz            | 6-1, 6-4       |
| Valencia                     | Paquito Navarro y Sanyo Gutiérrez | Maxi Sánchez y Matías Díaz            | 7-6 y 7-6      |
| Barcelona                    | Fernando Belasteguín y Pablo Lima | Juan Martín Díaz y Cristián Gutiérrez | 6-2 y 6-3      |
| Las Rozas de Madrid (Madrid) | Fernando Belasteguín y Pablo Lima | Paquito Navarro y Sanyo Gutiérrez     | 6-1, 6-2       |
| Palma de Mallorca (Baleares) | Fernando Belasteguín y Pablo Lima | Juan Martín Díaz y Cristián Gutiérrez | 7-6 y ab-      |
| Valladolid                   | Fernando Belasteguín y Pablo Lima | Paquito Navarro y Sanyo Gutiérrez     | 7-6 y 7-5      |
| Las Palmas de Gran Canaria   | Fernando Belasteguín y Pablo Lima | Paquito Navarro y Sanyo Gutiérrez     | 6-0 y 6-4      |
| La Nucía (Alicante)          | Paquito Navarro y Sanyo Gutiérrez | Fernando Belasteguín y Pablo Lima     | ab-            |
| Montecarlo                   | Fernando Belasteguín y Pablo Lima | Maxi Sánchez y Matías Díaz            | 6-3, 6-2       |
| Sevilla                      | Fernando Belasteguín y Pablo Lima | Paquito Navarro y Sanyo Gutiérrez     | 6-4 y 6-2      |
| La Coruña                    | Fernando Belasteguín y Pablo Lima | Paquito Navarro y Sanyo Gutiérrez     | 6-7, 6-4 y 6-3 |
| Zaragoza                     | Fernando Belasteguín y Pablo Lima | Maxi Sánchez y Matías Díaz            | 6-1 y 6-2      |
| Mendoza                      | Maxi Sánchez y Matías Díaz        | Paquito Navarro y Sanyo Gutiérrez     | 6-4 y 7-5      |
| Buenos Aires                 | Fernando Belasteguín y Pablo Lima | Paquito Navarro y Sanyo Gutiérrez     | 6-3, 6-7 y 6-3 |
| San Sebastián (Guipúzcoa)    | Fernando Belasteguín y Pablo Lima | Paquito Navarro y Sanyo Gutiérrez     | 6-2 y 6-4      |
| Máster Final. Madrid         | Paquito Navarro y Sanyo Gutiérrez | Miguel Lamperti y Juani Mieres        | 6-3 y 6-4      |

### Competición femenina
| Torneo                       | Ganadores                                   | Finalistas                                  | Resultado      |
| ---------------------------- | ------------------------------------------- | ------------------------------------------- | -------------- |
| Gijón (Asturias)             | No se disputó                               | No se disputó                               | No se disputó  |
| Valencia                     | Alejandra Salazar y Marta Marrero           | Mapi Sánchez Alayeto y Majo Sánchez Alayeto | 6-2 y 7-6      |
| Barcelona                    | Elisabeth Amatriain y Patricia Llaguno      | Cecilia Reiter y Carolina Navarro           | 6-1, 4-6 y 6-2 |
| Las Rozas de Madrid (Madrid) | Alejandra Salazar y Marta Marrero           | Mapi Sánchez Alayeto y Majo Sánchez Alayeto | 6-3, 2-6 y 6-1 |
| Palma de Mallorca (Baleares) | Mapi Sánchez Alayeto y Majo Sánchez Alayeto | Alejandra Salazar y Marta Marrero           | 3-6, 6-4 y 6-3 |
| Valladolid                   | Mapi Sánchez Alayeto y Majo Sánchez Alayeto | Lucía Sainz y Gemma Triay                   | 6-1 y 6-1      |
| Las Palmas de Gran Canaria   | No se disputó                               | No se disputó                               | No se disputó  |
| La Nucía (Alicante)          | Mapi Sánchez Alayeto y Majo Sánchez Alayeto | Alejandra Salazar y Marta Marrero           | 7-6 y 6-4      |
| Montecarlo                   | Alejandra Salazar y Marta Marrero           | Elisabeth Amatriain y Patricia Llaguno      | 6-0 y 6-2      |
| Sevilla                      | Alejandra Salazar y Marta Marrero           | Lucía Sainz y Gemma Triay                   | 6-3 y 7-5      |
| La Coruña                    | Alejandra Salazar y Marta Marrero           | Elisabeth Amatriain y Patricia Llaguno      | 6-4 y 6-3      |
| Zaragoza                     | Alejandra Salazar y Marta Marrero           | Mapi Sánchez Alayeto y Majo Sánchez Alayeto | 7-5 y 6-4      |
| Mendoza                      | No se disputó                               | No se disputó                               | No se disputó  |
| Buenos Aires                 | No se disputó                               | No se disputó                               | No se disputó  |
| San Sebastián (Guipúzcoa)    | Alejandra Salazar y Marta Marrero           | Mapi Sánchez Alayeto y Majo Sánchez Alayeto | 6-3 y 6-2      |
| Máster Final. Madrid         | Mapi Sánchez Alayeto y Majo Sánchez Alayeto | Alejandra Salazar y Marta Marrero           | 6-2 y 7-6      |

## Ranking a final de temporada

### Ranking masculino
| Ranking | Nombre               | País      | Puntos |
| ------- | -------------------- | --------- | ------ |
| 1       | Fernando Belasteguín | Argentina | 14.640 |
| 1       | Pablo Lima           | Brasil    | 14.640 |
| 3       | Sanyo Gutiérrez      | Argentina | 9.310  |
| 3       | Paquito Navarro      | España    | 9.310  |
| 5       | Matías Díaz          | España    | 6.475  |
| 5       | Maxi Sánchez         | Argentina | 6.475  |
| 7       | Juani Mieres         | España    | 5.085  |
| 7       | Miguel Lamperti      | Argentina | 5.085  |
| 9       | Juan Martín Díaz     | España    | 3.875  |
| 10      | Adrián Allemandi     | Argentina | 3.600  |
| 10      | Agustín Gómez        | Argentina | 3.600  |
| 12      | Cristián Gutiérrez   | Argentina | 3.245  |
| 13      | Ramiro Moyano        | Argentina | 2.615  |
| 13      | Maxi Grabiel         | Argentina | 2.615  |
| 15      | Franco Stupaczuk     | Argentina | 2.515  |

### Ranking femenino
| Ranking | Nombre                    | País      | Puntos |
| ------- | ------------------------- | --------- | ------ |
| 1       | Marta Marrero             | España    | 9.920  |
| 1       | Alejandra Salazar         | España    | 9.920  |
| 3       | Mapi Sánchez Alayeto      | España    | 7.230  |
| 3       | Majo Sánchez Alayeto      | España    | 7.230  |
| 5       | Patricia Llaguno          | España    | 5.700  |
| 5       | Elisabeth Amatriain       | España    | 5.700  |
| 7       | Carolina Navarro          | España    | 4.050  |
| 7       | Cecilia Reiter            | Argentina | 4.050  |
| 9       | Gemma Triay               | España    | 3.720  |
| 9       | Lucía Sainz               | España    | 3.720  |
| 11      | Alba Galán                | España    | 2.760  |
| 12      | Marta Ortega              | España    | 2.580  |
| 13      | Catalina Tenorio          | Argentina | 2.235  |
| 13      | Victoria Iglesias         | España    | 2.235  |
| 15      | María del Carmen Villalba | España    | 1.920  |